# Сиссе, Мохамед (малийский футболист)
Мохамед Лараби Сиссе (фр. Mohamed Larabi Cisset; род. 25 августа 2004, Монреаль, Квебек) — малийский футболист, центральный защитник футбольной команды «Ниттани Лайонс» Пенсильванского университета и олимпийской сборной Мали. Участник летних Олимпийских игр 2024.

## Клубная карьера
Уроженец Монреаля, имеет малийское происхождение. Позже переехал в Монтверде, Флорида, где поступил в местную академию. В 2019 году начал выступать за футбольную команду школы. В 2023 году с командой одержал победу в турнире между школами разных штатов, а также в Кубке юниоров. Был шестым самым перспективным игроком среди выпускников 2023 года. Поступил в Пенсильванский университет, где присоединился к команде «Ниттани Лайонс», выступавшей в Конференции Big Ten. В дебютном сезоне сыграл 18 матчей, забив один гол, став чемпионом регулярного сезона и дойдя до финала, где проиграл «Индиана Хузирс». По итогам сезона был признан 74-м самым перспективным первокурсником. 

## Карьера в сборной
Первый вызов в сборную до 23 лет получил 20 марта 2024 года. Дебютировал спустя два дня в товарищеском матче против сборной Японии, заменив на 59-й минуте Фоде Дукуре. 8 июля был включён в заявку сборной на Олимпийские игры в Париже.